# Noel Carroll (atleta)
Noel J. Carroll (Annagassan, 7 dicembre 1941 – Dublino, 23 ottobre 1998) è stato un mezzofondista irlandese, vincitore di tre ori e un bronzo ai Giochi europei indoor.

## Biografia
È il nonno del giocatore di rugby internazionale irlandese Jordi Carroll.
Abbandonò la scuola all'età di 13 anni. In seguito fece diversi lavori saltuari e infine si arruolò volontario nell'esercito a 18 anni. 
Il suo talento sportivo venne riconosciuto e incoraggiato. Nel 1962, durante un festival di sport indoor a New York, Jumbo Elliott gli offrì una borsa di studio universitaria dell'Università di Villanova di Philadelphia. Colse l'opportunità di studiare senza un titolo di studio universitario. Lasciò l'esercito e completò con successo la laurea in studi di comunicazione, dopo aver sostenuto un corso di preparazione. 
Rappresentò l'Irlanda ai Giochi olimpici estivi di Tokyo 1964 negli 800 m piani, dove venne eliminato nelle batterie. 
Vinse per tre volte gli 800 m ai Giochi europei indoor (1966, 1967, 1968). 
Fece la sua seconda apprizione ai Giochi olimpici a Città del Messico 1968, in cui gareggiò nei 400 m e 800 m piani, senza riuscire a superare le batterie. 
Dopo il ritiro dalla carriera agonistica, divenne prima portavoce della stampa e poi direttore esecutivo della Camera di Commercio di Dublino. In questa veste, fondò la Maratona di Dublino e trovò sponsor grazie alle sue conoscenze. Lavorò anche come giornalista e fu coinvolto nel movimento irlandese del fitness e della corsa di resistenza. 
Morì a causa di un infarto durante la sua corsa di resistenza quotidiana.

## Riconoscimenti
Venne inserito nella Hall of Fame dell'atletica irlandese. 
Il vincitore della Maratona di Dublino viene premiato con il Noel Carroll Memorial Trophy.

## Palmarès
| Anno | Manifestazione        | Sede              | Evento      | Risultato | Prestazione | Note |
| ---- | --------------------- | ----------------- | ----------- | --------- | ----------- | ---- |
| 1962 | Europei               | Barcellona        | 800 m piani | Batterie  | 1'53"9      |      |
| 1964 | Giochi olimpici       | Tokyo             | 800 m piani | Batterie  | 1'51"1      |      |
| 1966 | Giochi europei indoor | Dortmund          | 800 m piani | Oro       | 1'49"7      |      |
| 1966 | Europei               | Budapest          | 800 m piani | 8º        | 1'47"9      |      |
| 1967 | Giochi europei indoor | Praga             | 800 m piani | Oro       | 1'49"6      |      |
| 1968 | Giochi europei indoor | Madrid            | 400 m piani | Batterie  | 48"7        |      |
| 1968 | Giochi europei indoor | Madrid            | 800 m piani | Oro       | 1'56"66     |      |
| 1968 | Giochi olimpici       | Città del Messico | 400 m piani | Batterie  | 46"83       |      |
| 1968 | Giochi olimpici       | Città del Messico | 800 m piani | Batterie  | 1'49"01     |      |
| 1969 | Giochi europei indoor | Belgrado          | 800 m piani | Bronzo    | 1'47"6      |      |
| 1969 | Europei               | Atene             | 800 m piani | 7º        | 1'49"1      |      |
| 1970 | Europei indoor        | Belgrado          | 800 m piani | 7º        | 1'52"1      |      |